# Lico (hermano de Nicteo)
En la mitología griega, Lico (Λύκος / Lúkos) fue regente y posteriormente usurpador del trono de Tebas, que ostentó durante veinte años. Era hermano de Nicteo y como tal hijo del esparto Ctonio o de Hirieo y Clonia, o de Poseidón y la Pléyade Celeno. En una fuente tardía se dice que Licurgo, una variante gráfica de Lico, era el padre de Antíope. La esposa de Lico era Dirce, prototipo de madrastra malvada, aunque en una fuente tardía se dice que la propia Antíope era esposa de Lico.
Ambos hermanos habían huido de Eubea por haber dado muerte a Flegias. Tras refugiarse en Hiria llegaron a Tebas, donde fueron reconocidos como ciudadanos gracias a su amistad con Penteo. Lico, elegido polemarco por los tebanos, impuso su autoridad durante veinte años. La hija de Nicteo, Antíope, fue seducida por Zeus transformado en sátiro, y concibió con él a Anfión y Zeto. Antíope huyó avergonzada con el rey Epopeo de Sición, abandonando a sus hijos en el monte Citerón, donde fueron hallados y criados por un pastor. Nicteo, poco antes de morir, ordenó a Lico que castigara a Epopeo y trajera a su hija a casa. Lico guerreó contra Sición y, una vez sometida, mató a Epopeo y se llevó prisionera a Antíope. La dio como esclava a su propia esposa, la malvada Dirce. Antíope recibió los tratos más denigrantes por parte de Dirce, pues ésta envidiaba su belleza y temía que su marido terminase enamorándose de la esclava. Cuando Antíope logró escapar y narró lo sucedido a sus hijos, estos atacaron Tebas, mataron a Dirce y hubieran hecho lo propio con Lico si no hubiera intercedido el dios Hermes, que sin embargo obligó a Lico a cederle el trono a Anfión. Lico fue el tutor de otros dos reyes de Tebas: Lábdaco y su hijo Layo.
En el Heracles de Eurípides se nos dice que Lico, aquí como hijo de Poseidón, se ha apoderado de Tebas aprovechando la disensión entre los tebanos y, tras derrocar a Creonte, pretendió matar a la familia de Heracles —Anfitrión, Mégara y a los tres hijos de esta—. Pero estos, acogido al asilo de los altares, se mantienen a la espera de que vuelva Heracles. Heracles lo asaeteó en venganza por haber violado a Mégara.
| Predecesor: Nicteo  | Reyes de Tebas | Sucesor: Lábdaco       |
| Predecesor: Lábdaco | Reyes de Tebas | Sucesor: Anfión y Zeto |